# Маршалл, Селеста
Селеста Маршалл родилась в 1993 году, в Нассау. Она победила в конкурсе Мисс Багамские острова 2012 года и представляла свою страну на конкурсе Мисс Вселенная 2012.

## Мисс Багамы 2012 и Мисс Вселенная-2012
Селеста Маршалл победила на конкурсе Мисс Вселенная Багамы 2012 года на Багамских островах и представляла свою страну на конкурсе Мисс Вселенная 2012, который состоялся в Planet Hollywood Resort, Лас-Вегас, штат Невада в среду 19 декабря 2012. Она завершила участие в конкурсе заняв 14-е место
После конкурса Мисс Вселенная, Маршалл участвовала в конкурсе Top Model.